# Прва влада Димитрија Цинцар-Марковића
Прва влада Димитрија Цинцар-Марковића је била влада Краљевине Србије од 19. новембра 1902. до 24. марта 1903.

## Историја
Након оставке Пере Велимировића, председништво је понуђено Сави Грујићу, а Велимировић је дао оставку 15. новембра, чиме је крах доживео и покушај стварања „нове странке“. Грујић је одбио понуду. Краљу су остале само мање значајне политичке личности које су пристале да уђу у владу Димитрија Цинцармарковића. Опозицију су чинили Авакумовићеви либерали и самосталци. Радикалско-напредњачки споразум је пропао, а радикали су остали на власти. Краљ се није одмах одлучио на државни удар. Најпре је покушао око себе окупити значајне личности које је отерао у опозицију (нпр. Јована Белимарковића који је 1900. године одбијао да се поклони краљици Драгој).
Краљ је распустио Скупштину изгласану током Вујићевог мандата. Опозиција је прозрела краљеве планове да измени устав и због тога га је оштро нападала. Цинцармарковићеве владе сматрала је прорежимским владама, попут влада Владана Ђорђевића и Светомира Николајевића, односно као владе партијских отпадака. Академска елита која је стала на чело опозиције напада режим преко „Српског књижевног гласника“ чији су покретачи били касније чувена имена попут Слободана Јовановића, Богдана Поповића, Јована Скерлића, Милана Грола. Републиканска идеја била је најприсутнија у часопису јер су сви, сем Слободана Јовановића, били републиканци. За разлику од либерала и радикала који су чинили гласну опозицију, напредњаци су ћутали. Стојан Новаковић је сматрао да је у садашњем тренутку најбоље пасивни посматрати збивања. Он је сматрао да је бојкот избора најбоља порука круни. Опозиција је чекала као запета пушка да краљ начини први корак, односно да изврши државни удар. Пропаст споразума из 1901. године онемогућио је краљу да се споразуме са радикалима и напредњацима. Он је покушао да се споразуме са либералима, али је Авакумовић одбио да стане на чело владе будући да се спрема државни удар. Цинцармарковићева влада требало је да буде само привремена. Александар није могао рачунати ни на једну политичку снагу у земљи. Бојкотовали су га сви страначки прваци.

## Чланови владе
| Функција                                               | Слика | Име и презиме             | Детаљи                  |
| ------------------------------------------------------ | ----- | ------------------------- | ----------------------- |
| Председник Министарског савета и министар без портфеља |       | Димитрије Цинцар-Марковић |                         |
| Министар иностраних дела                               |       | Василије Антонић          | до 23.12.1902/5.1.1903. |
| Министар иностраних дела                               |       | Сима Лозанић              | до 23.3/5.4.1903.       |
| Министар иностраних дела                               |       | Павле Денић               | заступник               |
| Министар унутрашњих дела                               |       | Велимир М. Тодоровић      |                         |
| Министар правде                                        |       | Антоније Пантовић         |                         |
| Министар финансија                                     |       | Милован Маринковић        |                         |
| Министар просвете и црквених дела                      |       | Лука Лазаревић            |                         |
| Министар војни                                         |       | Милован С. Павловић       |                         |
| Министар грађевина                                     |       | Павле Денић               |                         |
| Министар народне привреде                              |       | Љубомир Ј. Новаковић      |                         |